# 눈 속의 열차
눈 속의 열차(프랑스어: Le train dans la neige)는 프랑스의 인상파 화가 클로드 모네의 1875년 풍경화이다. 이 작품은 프랑스 아르장퇴유 철도역에서 함박눈을 헤치고 들어오는 열차를 묘사하고 있다. 학계에서는 이 작품을 모네가 자연과 산업의 조화를 작품 속에 녹여내려던 시도가 돋보이는 대표작으로 평가한다. 실제로 19세기의 유명 화가 가운데 기차를 생애 가장 많이 그렸던 화가는 모네인 것으로 지목하고 있다.
그림의 구성 면에서 울타리, 나무, 선로, 기관차에서 나오는 검은 연기가 경계선을 이룬다는 점이 강조된다. 작품 속에 담긴 의미는 학자마다 다르지만, 전반적으로 산업과 움직임이라는 주제가 거론된다. 이와 함께 모네의 그림과 현대 문학 작품, 특히 에밀 졸라의 작품 사이에 중요한 연관성이 있다는 점이 주목받고 있다.

## 배경
1870년 보불전쟁이 발발하자 신혼부부였던 모네와 아내 카미유는 징집을 두려워하여 영국으로 피신했다. 1871년 말 프랑스로 돌아온 부부는 센강변의 아르장퇴유에 정착했다. 모네의 열차 그림 대다수가 생라자르역에서 그려진 반면, 〈눈 속의 열차〉는 모네의 '통근 철도역'이었던 아르장퇴유역을 소재로 삼았다. 모네가 거주했던 아르장퇴유는 교외에 위치해 있었으며 철도로 파리, 르아브르, 루앙과 연결되어 있었다. 아르장퇴유역에서는 항상 열차와 기관차가 정차하거나 다른 곳으로 이동하였기에 모네도 늘상 마주할 수 있었다.

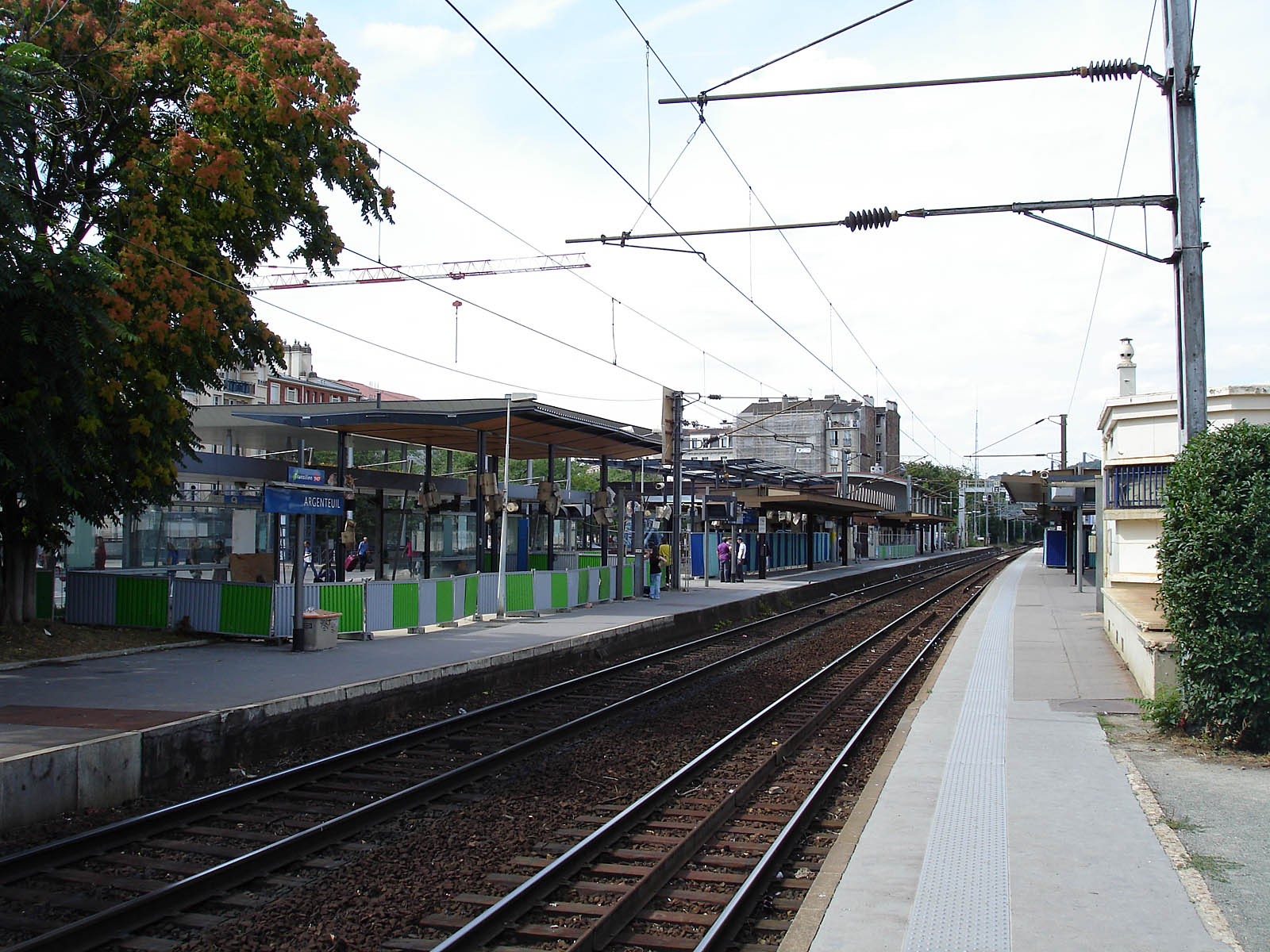
오늘날 아르장퇴유역의 모습

1874년~1875년 모네는 아르장퇴유의 자택 안팎에서 본 눈 풍경을 겨울 내내 그려나갔다. 그 과정에서 파리행 열차가 아르장퇴유역을 지나가는 모습에 매료되어, 역 승강장에 서서 그림을 그렸다. 모네의 열차 그림 가운데 1875년~1876년 겨울 눈속의 열차를 그린 것은 총 3점에 해당된다.

## 상세

### 소재
이 그림은 아르장퇴유역에 도착하는 증기기관차의 모습과, 많은 승객이 승강장에 모여 탑승을 기다리고 있는 모습을 담아냈다. 아르장퇴유에서 모네가 그린 눈 풍경화라면 대부분 그렇듯, 이 작품에서도 서늘한 풍경에 활기찬 인물들을 배치하여 생동감을 부여하고 있다. 이를테면 승강장의 정지 표지판 옆, 기관차 앞쪽에 서서 기차 출발을 준비하는 신호원이 대표적이다.

### 색채
모네는 색채 활용을 통해 작품 속 구성을 하나로 모았다. 미술사학자이자 큐레이터인 마리안 델라퐁 (Marianne Delafond)은 어두운 기차에서 피어오르는 연기를 지적하며, 기차가 연기를 '토해내'면서 "선로를 덮은 눈처럼 차갑고 회색빛이 도는 하늘"에 섞여드는 묘사라고 해설했다. 마찬가지로 문학전공의 마리안 로빈슨(Marian Robinson)은 연기를 "칙칙한 하늘에 대한 일종의 돋을새김"이라 비유하였다. 그러나 안개 속에 보라색이 옅게 나타나기 때문에 연기는 단색이 아니다. 그림 속에 나타난 색상이 더 있음을 알려주는 힌트로는 어두운 기관차에서 나오는 붉은색과 노란색 불빛이 있다. 기차 앞쪽에 가장 강렬하게 초점을 맞춘 붉은색은 "눈을 피로 물들이는" 것처럼 보인다. 이와는 반대로 노란색 불빛은 기관차 앞쪽에 밝게 칠해져 있을 뿐만 아니라 사라지는 지점에도 나타나고 있다.

### 기법과 효과
미술사학자 폴 헤이스 터커(Paul Hayes Tucker)는 모네의 그림을 해석할 때 그 깊이를 강조하고 있다. 작품 속 시점이 기차에서 30m도 안 떨어져 있음에도 불구하고, "산업과 근대 발전의 거친 면을 멀리하고 있다"는 견해다. 기차의 주요부는 비교적 시점과 가까우나, "눈으로 가득 찬 공기 속에 스며들어 모습을 감춘다"는 설명도 있다. 〈눈 속의 열차〉는 1870년대 모네가 시점의 후퇴와 표면 효과의 탐구를 조화시키려 했던 시도를 보여주는 예시로 널리 소개된다. 이러한 표면 효과는 모네의 어두운 서명과 "캔버스 작업 극후반에 눈 부분에 추가된 강렬한 포인트"로 생겨났으며 그림의 구성에 질감효과가 부여되는 역할을 한다. 또한 열차와 역 승강장이 지평선 너머로 사라지는 효과는, 견고한 요소가 하늘이 섞여들어가는 '흐릿한 윤곽'으로 구현되고 있다.
폴 헤이스 터커는 그림 속의 기차가 역에 멈춰 있는 것은 확실하지만, 동시에 움직임을 내포하고 있다고 해설한다. 그는 이러한 광학적 환상이 나무, 울타리, 기차 선로의 대각선이 만들어내는 수렴선과 엔진 자체의 '매끄러운' 특성에 기인한다고 보았다. 마리안 로빈슨 (Marian Robinson)도 모네의 엔진에 나타난 '운동과 힘의 암시'가, 산업혁명으로 초래된 "잠재적 파괴에 대한 종말론적 시각"을 불러일으킨다고 해설한다.
서양 미술사학계에서는 이 그림에서 대각선이 사용된 점에 대해 더욱 자세한 의견을 제시하고 있다. 존 하우스 (John House)는 작품 속 장면의 전경을 나무 울타리가 나누고 있기 때문에 공간의 흐름도 방해하고 있다고 설명한다. 반면 제임스 루빈 (James Rubin)은 울타리와 나무의 선이 '눈을 통한 부드러움 효과'와 어우러져, 아르장퇴유의 교외 지역을 '주택가의 쉼터'로 설정한다고 보았다. 또한 일렬로 깔끔하게 늘어선 나무들은 아르장퇴유역에 조경이 이루어진지 머지않았음을 반영한 것이고, 이는 곧 산업 혁명의 영향을 강조한다고 보았다.

## 평가

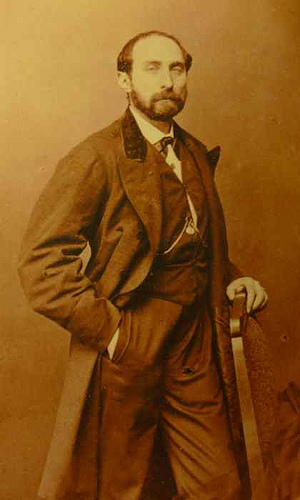
〈눈 속의 열차〉를 구입한 조르주 드 벨리오 박사

마리안 로빈슨은 이 작품이 동시대 프랑스 소설가 에밀 졸라의 소설 작품과 연관성이 있다고 강조하였다. 에밀 졸라의 소설 《인간짐승》에서 모네의 〈눈 속의 열차〉와 유사하게 눈이나 눈보라에 갇힌 기차가 등장하다는 것인데, 그 대목에서 눈을 '피'로 뒤덮는다는 묘사가 모네의 기관차를 묘사한 방식과 같다는 주장이다. 또한 모네의 〈눈 속의 기차〉에 나타난 색채가 흐릿한 색감을 물들인다는 점에서 "에밀 졸라의 짤막한 대목에 등장하는 불길한 중압감"과 일치한다고 보았다. 실제로 에밀 졸라는 모네의 열차 그림을 익히 알고 있었으며, 1877년 4월 개최된 제3회 인상파 전시회에 출품된 이 그림에 대해 호평을 남기기도 하였다. 폴 헤이스 터커 역시 모네의 〈눈 속의 열차〉에서 철도를 시적으로 묘사한 점이 에밀 졸라의 후기 작품과 유사성이 보인다고 지적하고 있다.
〈눈 속의 열차〉는 의사 조르주 드 벨리오 (George de Bellio)가 모네로부터 구입하였다. 벨리오 박사는 이런 그림을 "바보의 손에 넘어가도록" 둘 순 없다며, 모네에게 이 그림을 자신에게 팔거나 보관하게 해 달라고 권했다고 한다. 모네의 승낙으로 그림을 사게 된 벨리오는 1883년 뒤랑뤼엘 갤러리에서 열린 모네의 전시회에 본 작품을 대여해 주었고, 전시를 찾은 많은 비평가들로부터 긍정적인 쪽으로 관심을 끌게 되었다. 1940년 벨리오의 딸 빅토린 (Victorine)과 사위 동 외젠 도노프 드 몽시 (Don Eugene Donop de Monchy)에 의해 파리의 마르모탕 모네 박물관에 기증되었으며 현재까지 그곳에 소장되어 있다.

## 관련 작품
- 아르장퇴유의 눈 속 열차 (1875)
- 아르장퇴유의 철도역 (1872)

## 같이 보기
- 생라자르역 (모네)
- 클로드 모네의 작품 목록